# Уђи слободно
Уђи слободно... је петнаести албум југословенске певачице Лепе Брене. Марина Туцаковић је комплетан аутор текстова пет песама на албуму, док су текстови преосталих пет песама настали у коауторству са Љиљаном Јорговановић. Комплетан атуор музике и аранжамана (са изузетком песме „Два аса") је Александар Милић Мили, претходно дугогодишњи Цецин сарадник.
Први тираж албума штампан је у 250.000 примерака ЦД-а и 20.000 аудио-касета, док други тираж штампан у 30.000 ЦД-а.

## Песме
1. Уђи слободно 
 (композитор: Александар Милић Мили - текст: Марина Туцаковић и Љиљана Јорговановић - аранжман: Александар Милић Мили)
2. Пази коме завидиш 
 (композитор: Александар Милић Мили - текст: Марина Туцаковић и Љиљана Јорговановић - аранжман: Александар Милић Мили)
3. Кућа лажи 
 (композитор: Александар Милић Мили - текст: Марина Туцаковић и Љиљана Јорговановић - аранжман: Александар Милић Мили)
4. Град 
 (композитор: Александар Милић Мили - текст: Марина Туцаковић и Љиљана Јорговановић - аранжман: Александар Милић Мили)
5. Зашто 
 (композитор: Александар Милић Мили - текст: Марина Туцаковић - аранжман: Александар Милић Мили)
6. Краљ 
 (композитор: Александар Милић Мили - текст: Марина Туцаковић - аранжман: Александар Милић Мили)
7. Следећи 
 (композитор: Александар Милић Мили - текст: Марина Туцаковић - аранжман: Александар Милић Мили)
8. Добра грешница 
 (композитор: Александар Милић Мили - текст: Марина Туцаковић - аранжман: Александар Милић Мили)
9. Зрно туге 
 (композитор: Александар Милић Мили - текст: Марина Туцаковић и Љиљана Јорговановић - аранжман: Александар Милић Мили)
10. Два аса 
 (композитор: С. Хадад - текст: Марина Туцаковић - аранжман: С. Реувени)